# Journaal (tijdschrift)
Journaal was een Vlaams politiek opinieblad, uitgegeven door journalist en auteur Mark Grammens, dat tweewekelijks verscheen van 1988 tot 2013.

## Geschiedenis
Mark Grammens, zoon van taalactivist Flor Grammens, was een journalist, auteur en gewezen hoofdredacteur van het links-flamingantisch Vlaams opinieweekblad De Nieuwe. Hij startte in 1988 zijn eenmansblad Journaal, een veertiendaags politiek opinieblad, met als ondertitel ‘De nieuwsbrief van Mark Grammens’. Journaal bevatte in al die jaren uitsluitend artikels van de hand van Mark Grammens zelf.
Het eerste nummer ervan verscheen op 5 mei 1988. Het blad had een doorlopende paginanummering tot aan de allerlaatste pagina met nummer 4.976. Het kende een verzorgde maar zeer sobere opmaak zonder foto’s of andere afbeeldingen.  Het werd gedrukt op 1 groot vel stevig en glanzend wit papier op A2 formaat en geplooid tot een katern van 8 pagina’s op A4 formaat. Het was dan aan de lezer om de pagina's zelf los te snijden om het te kunnen lezen. Het was volledig geschreven in progressieve spelling (het woord ‘cultuur’ werd bijvoorbeeld systematisch geschreven als ‘kultuur’). Het blad kon alleen via een abonnementsformule worden verkregen. Losse nummers werden niet verkocht en het was niet beschikbaar via de boekhandel of krantenwinkel.
Na 1 à 2 jaar had het blad voldoende abonnees om zelfbedruipend te zijn en werkte Grammens voltijds met het schrijven en uitgeven ervan. 25 jaar, 651 nummers en 4.979 pagina's later kwam het laatste nummer uit op 25 april 2013. Diezelfde dag werd Grammens 80 jaar oud.